# 墨西哥城都主教座堂
墨西哥城都聖母升天主教座堂（西班牙語：Catedral Metropolitana de la Asunción de María）是天主教墨西哥城总教区的主教座堂，為美洲最大和最古老的主教座堂。位于墨西哥城市中心的宪法广场北侧，从前的阿兹特克神庙上面，始建于1573年，西班牙征服特诺奇提特兰不久，1813年完成，西班牙巴洛克風格建築。长110米，宽54米，2座钟楼内有25口钟。16座小堂中有14座对公众开放，有各自华丽的祭坛、绘画和雕塑，座堂还拥有2台18世纪巨大的管风琴。

## 历史
西班牙征服阿兹特克帝国后，埃尔南·科尔特斯从今天的洪都拉斯探险归来后，征服者决定在阿兹特克城特诺奇蒂特兰的大神庙遗址上建造一座教堂，以巩固西班牙对新征服的领土的权力。有考古证据表明原址上存在一座供奉羽蛇神的大型神庙、一座供奉威兹洛波赫特利神的神庙、一座供奉托纳蒂乌神的神庙以及其他小型建筑。 建筑师马丁·德·塞普尔韦达 (Martín de Sepúlveda) 是1524年至1532年间该项目的首任总监，而胡安·德·祖玛拉加 (Juan de Zumárraga) 是新世界主教区的第一位主教。祖马拉加大教堂位于现在大教堂的东北部。它有三个中殿，由托斯卡纳柱式隔开，中央天花板上有胡安·萨尔塞多·埃斯皮诺萨制作的复杂雕刻，由弗朗西斯科·德·祖马亚和安德烈斯·德·拉·孔查镀金。大门可能是文艺复兴风格的。唱诗班座位区有48张由Adrián Suster和Juan Montaño用松木手工制作的仪式用椅。在建造过程中，他们使用了阿兹特克战神兼主神维齐洛波奇特利(Huītzilōpōchtli) 神庙的石头。尽管如此，这座寺庙很快就被认为不足与新西班牙总督辖区首都日益增长的重要性相称。根据1534年9月9日的诏书，这座教堂被国王查理五世、神圣罗马帝国皇帝和教皇克莱门特七世提升为大教堂，后来于1547年被教皇保罗三世命名为大都会教堂。

## 主教座堂內部

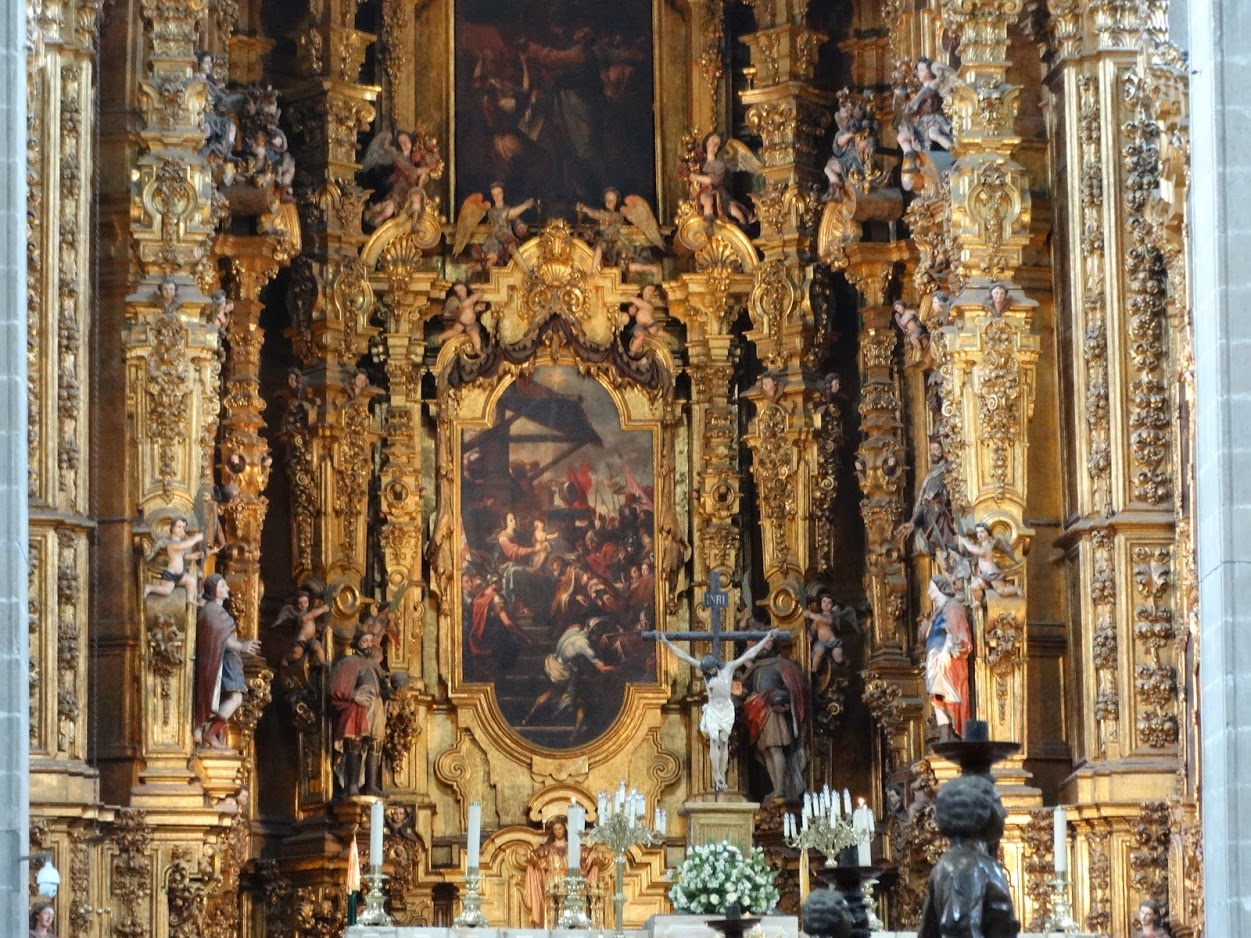
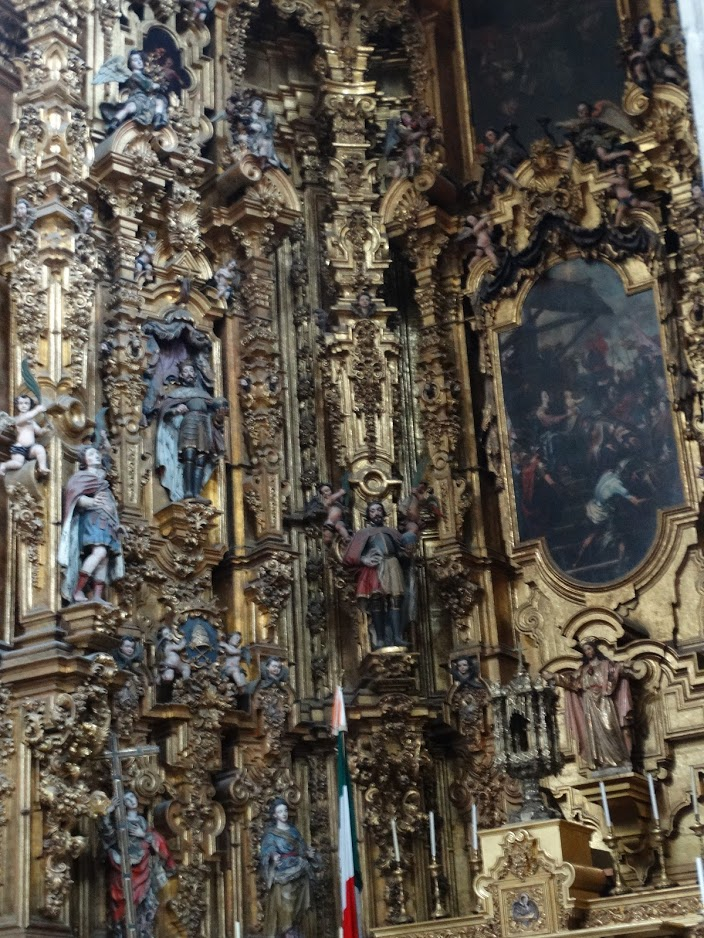
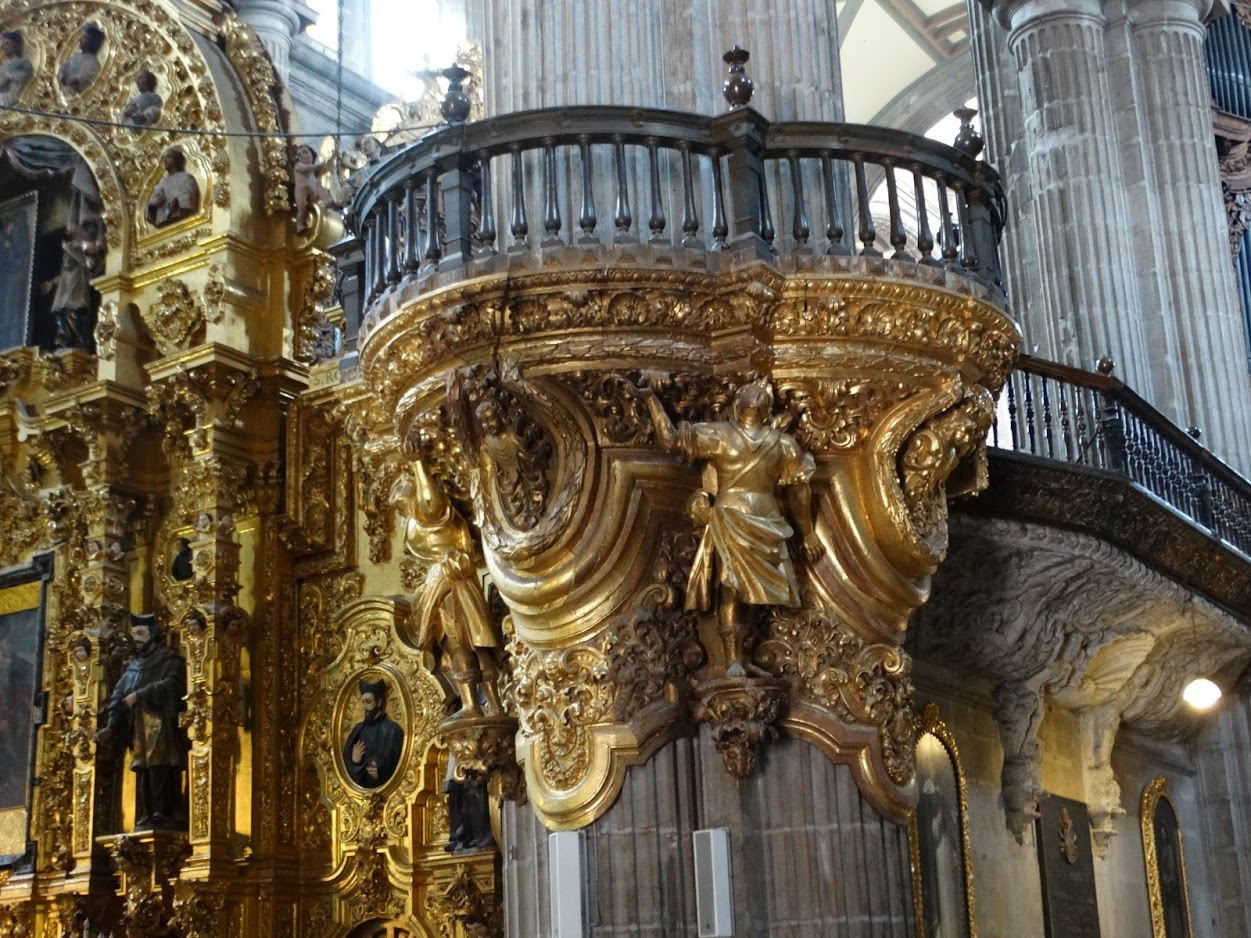
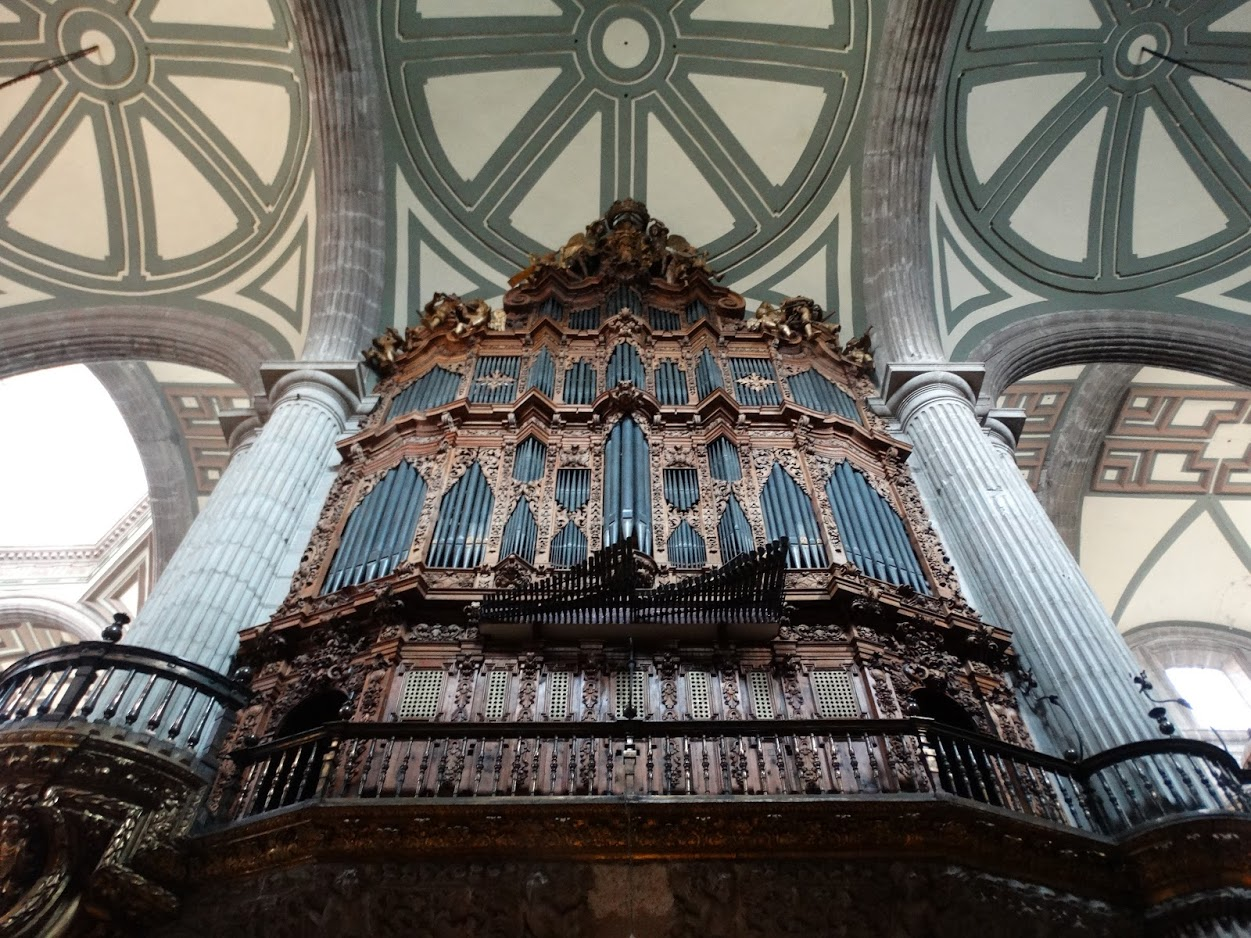
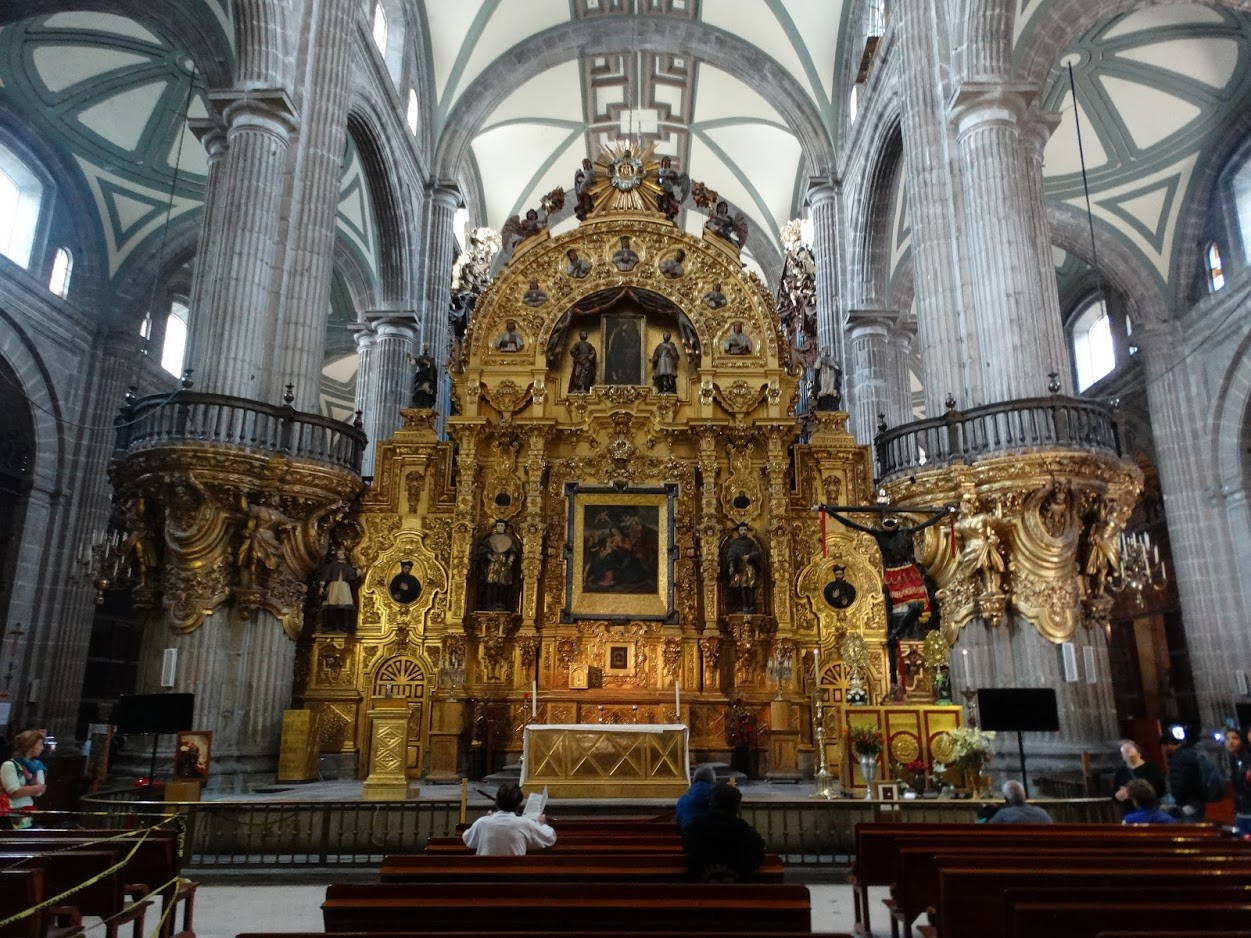
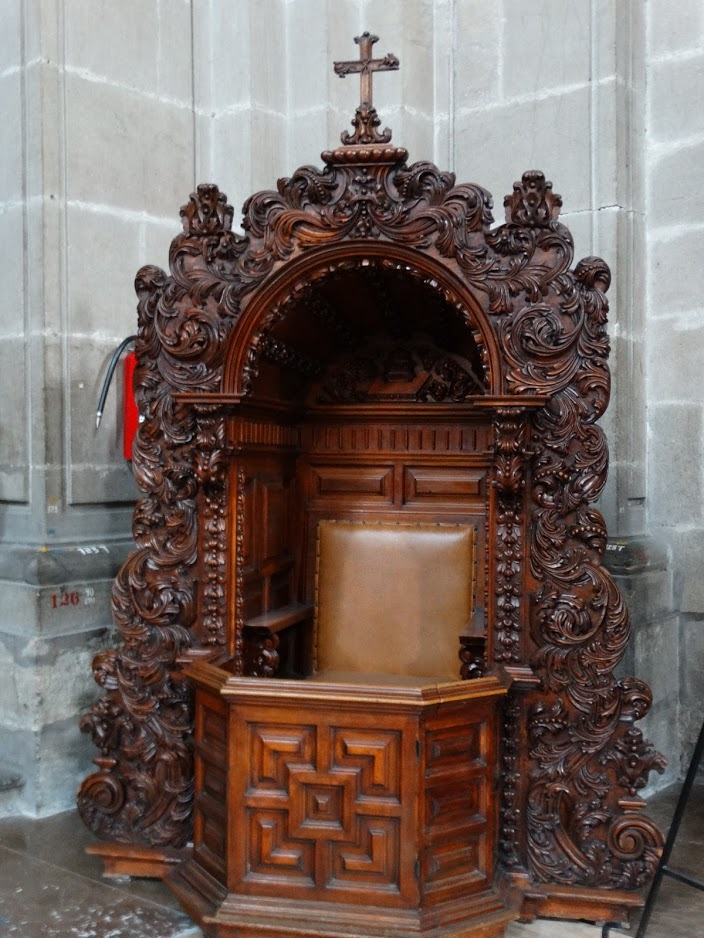
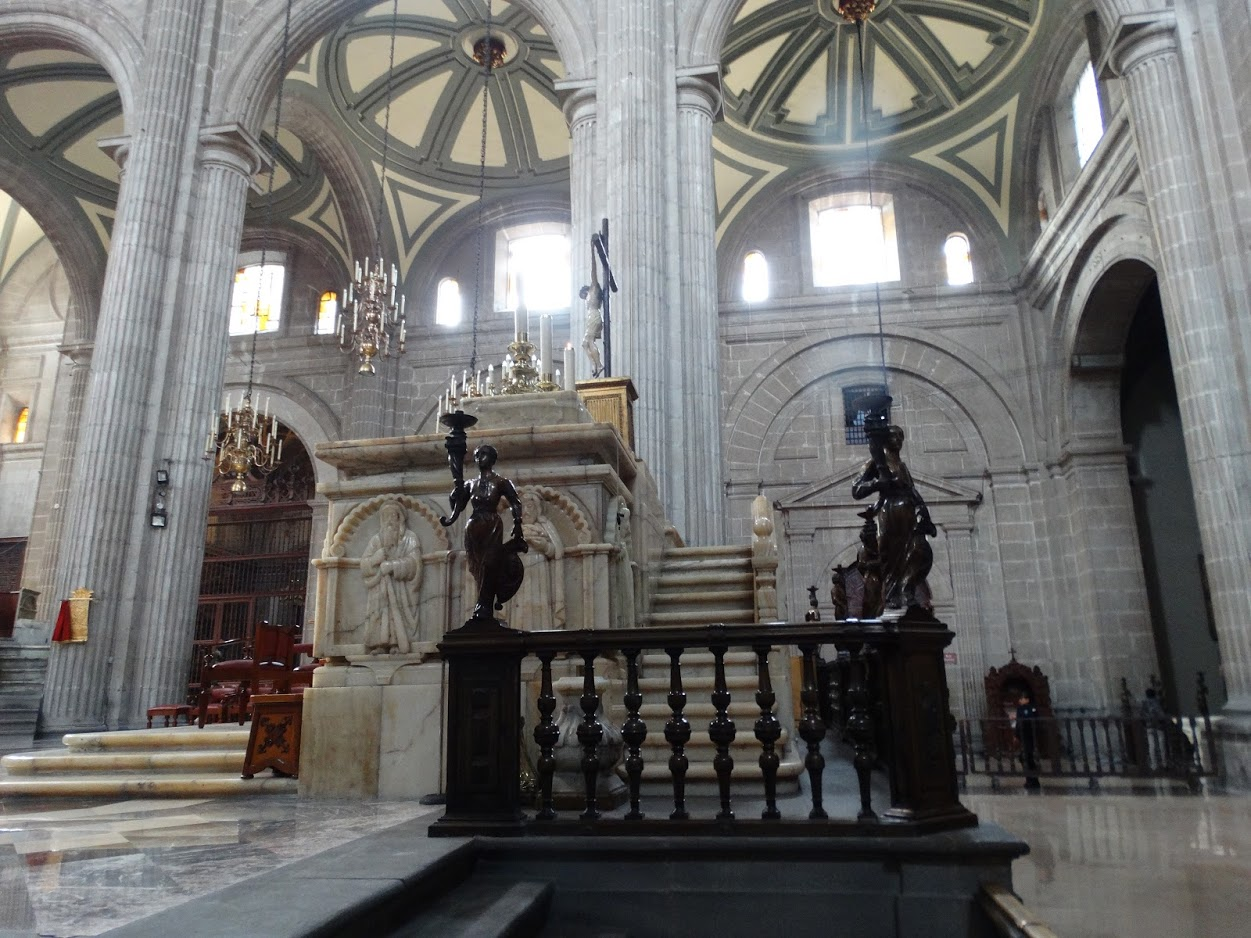
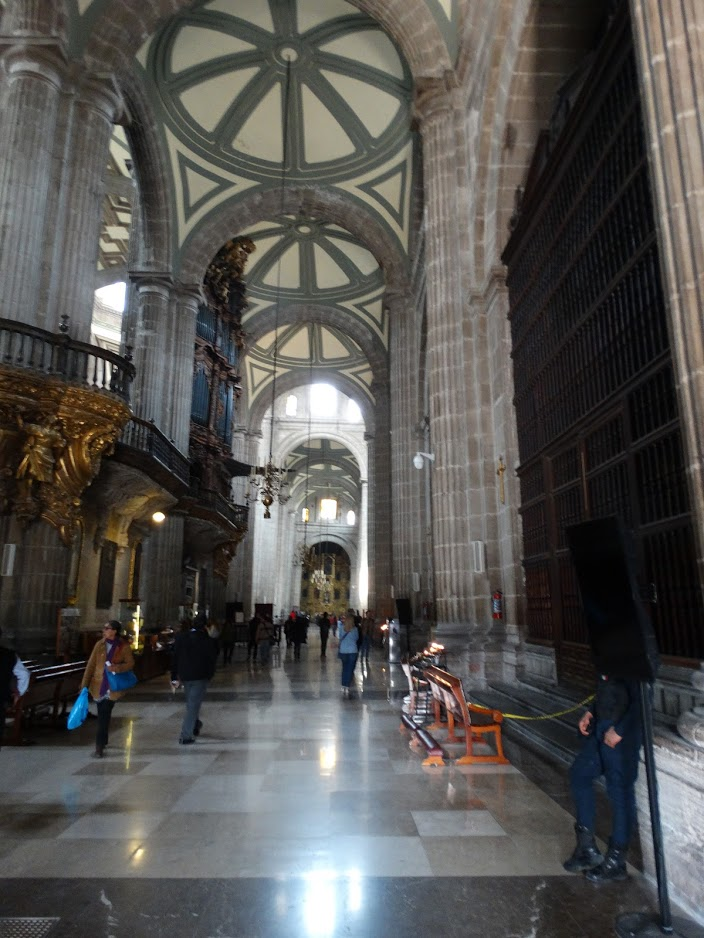